# Острови Кука на літніх Олімпійських іграх 2016
Острови Кука на літніх Олімпійських ігор 2016 були представлені 9 спортсменами у 5 видах спорту. Жодної медалі олімпійці Островів Кука не завоювали.

## Спортсмени
| Дисципліна                      | Чоловіки | Жінки | Разом |
| ------------------------------- | -------- | ----- | ----- |
| Легка атлетика                  | 1        | 1     | 2     |
| Веслування на байдарках і каное | 1        | 1     | 2     |
| Вітрильний спорт                | 1        | 1     | 2     |
| Плавання                        | 1        | 1     | 2     |
| Важка атлетика                  | 0        | 1     | 1     |
| Разом                           | 4        | 5     | 9     |

## Легка атлетика
Легенда
- Note – для трекових дисциплін місце вказане лише для забігу, в якому взяв участь спортсмен
- Q = пройшов у наступне коло напряму
- q = пройшов у наступне коло за добором (для трекових дисциплін - найшвидші часи серед тих, хто не пройшов напряму; для технічних дисциплін - увійшов до визначеної кількості фіналістів за місцем якщо напряму пройшло менше спортсменів, ніж визначена кількість)
- NR = Національний рекорд
- N/A = Коло відсутнє у цій дисципліні
- Bye = спортсменові не потрібно змагатися у цьому колі

Трекові і шосейні дисципліни
| Спортсмен     | Дисципліна                   | Попередній забіг | Попередній забіг | Чвертьфінал | Чвертьфінал | Півфінал         | Півфінал         | Фінал            | Фінал            |
| Спортсмен     | Дисципліна                   | Результат        | Місце            | Результат   | Місце       | Результат        | Місце            | Результат        | Місце            |
| ------------- | ---------------------------- | ---------------- | ---------------- | ----------- | ----------- | ---------------- | ---------------- | ---------------- | ---------------- |
| Алекс Беддос  | біг на 800 метрів (чоловіки) | 1:52.76          | 9                | Н/Д         | Н/Д         | Завершив виступ  | Завершив виступ  | Завершив виступ  | Завершив виступ  |
| Патрісія Таеа | біг на 100 метрів (жінки)    | 12.30            | 2 Q              | 12.41       | 8           | Завершила виступ | Завершила виступ | Завершила виступ | Завершила виступ |

## Веслування на байдарках і каное

### Слалом
| Спортсмен       | Дисципліна   | Попередній раунд | Попередній раунд | Попередній раунд | Попередній раунд | Попередній раунд | Попередній раунд | Півфінал         | Півфінал         | Фінал            | Фінал            |
| Спортсмен       | Дисципліна   | Заплив 1         | Місце            | Заплив 2         | Місце            | Кращий           | Місце            | Час              | Місце            | Час              | Місце            |
| --------------- | ------------ | ---------------- | ---------------- | ---------------- | ---------------- | ---------------- | ---------------- | ---------------- | ---------------- | ---------------- | ---------------- |
| Брайден Ніколас | чоловіки Б-1 | 105.18           | 18               | 125.64           | 20               | 105.18           | 21               | Завершив виступ  | Завершив виступ  | Завершив виступ  | Завершив виступ  |
| Елла Ніколас    | жінки Б-1    | 119.69           | 17               | 316.72           | 21               | 119.69           | 18               | Завершила виступ | Завершила виступ | Завершила виступ | Завершила виступ |

## Вітрильний спорт
| Спортсмен         | Дисципліна   | Заплив | Заплив | Заплив | Заплив | Заплив | Заплив | Заплив | Заплив | Заплив | Заплив | Заплив | Очки | Підсумкове місце |
| Спортсмен         | Дисципліна   | 1      | 2      | 3      | 4      | 5      | 6      | 7      | 8      | 9      | 10     | M*     | Очки | Підсумкове місце |
| ----------------- | ------------ | ------ | ------ | ------ | ------ | ------ | ------ | ------ | ------ | ------ | ------ | ------ | ---- | ---------------- |
| Тауа Генрі        | Лазер        | 40     | 39     | 43     | 34     | 37     | 40     | 45     | BFD    | 44     | 41     | EL     | 362  | 46               |
| То Моана Маккензі | Лазер радіал | 30     | 36     | 35     | 37     | 34     | 32     | 33     | 35     | 34     | 35     | EL     | 303  | 35               |

M = Медальний заплив; EL = Вибув – не потрапив до медального запливу

## Плавання
| Спортсмен           | Дисципліна                            | Попередній заплив | Попередній заплив | Півфінал         | Півфінал         | Фінал            | Фінал            |
| Спортсмен           | Дисципліна                            | Час               | Місце             | Час              | Місце            | Час              | Місце            |
| ------------------- | ------------------------------------- | ----------------- | ----------------- | ---------------- | ---------------- | ---------------- | ---------------- |
| Веслі Робертс       | 1500 метрів вільним стилем (чоловіки) | 15:44.32          | 44                | Н/Д              | Н/Д              | Завершив виступ  | Завершив виступ  |
| Трейсі Кейт-Матчітт | 100 метрів вільним стилем (жінки)     | 58.99             | 38                | Завершила виступ | Завершила виступ | Завершила виступ | Завершила виступ |

## Важка атлетика
| Спортсмен    | Категорія           | Ривок     | Ривок | Поштовх   | Поштовх | Загалом | Місце |
| Спортсмен    | Категорія           | Результат | Місце | Результат | Місце   | Загалом | Місце |
| ------------ | ------------------- | --------- | ----- | --------- | ------- | ------- | ----- |
| Луїза Петерс | понад 75 кг (жінки) | 100       | 14    | 124       | 14      | 224     | 14    |